# Paulo Costinha
Pour les articles homonymes, voir Costinha.
Paulo Rebelo Costinha est un footballeur portugais né le 22 septembre 1973 à Braga. Il évoluait au poste de gardien de but.

## Biographie
Formé au club de Boavista, Costinha joue principalement en faveur du Sporting Portugal, de l'União Leiria et du CF Belenenses.
Au total, Costinha joue 229 matchs en 1re division portugaise et dispute 14 matchs en Coupe d'Europe.
Il reçoit par ailleurs 10 sélections en équipe du Portugal des moins de 21 ans entre 1993 et 1995.

## Carrière
- 1992-1993 : Boavista  Portugal
- 1993-1997 : Sporting Portugal  Portugal
- 1997-1999 : FC Porto  Portugal
- 1999-2000 : CD Tenerife  Espagne
- 2000-2006 : União Leiria  Portugal
- 2006-2009 : CF Belenenses  Portugal[1],[2]

## Palmarès
- Champion du Portugal en 1998 et 1999 avec le FC Porto
- Vainqueur de la Coupe du Portugal en 1995 avec le Sporting Portugal

## Statistiques

### En club
- 2 matchs en Ligue des Champions
- 8 matchs en Coupe de l'UEFA
- 4 matchs en Coupe des Vainqueurs de Coupes
- 229 matchs en 1re division portugaise
- 9 matchs en 2e division espagnole

### En sélection
- 10 sélections en équipe du Portugal des moins de 21 ans entre 1993 et 1995
- 8 sélections en équipe du Portugal des moins de 20 ans lors de l'année 1993
- 4 sélections en équipe du Portugal des moins de 18 ans
- 5 sélections en équipe du Portugal des moins de 17 ans